# كحول بيريليل
كحول البيريليل وسلائفه مثل الليمونين هي تربينات أحادية الحلقة تنشأ بشكلٍ طبيعيّ، وهي مشتقة من مسار الميفالونات في النباتات. اسم كحول البيريليل مشتقّ من اسم عشب البريلا.

## التطبيقات
يمكن الحصول على كحول البيريليل في الزيوت الأساسية لمجموعة مختلفة من النباتات، مثل اللافندر، وعشب الليمون، والمريمية، والنعناع.
تُستخدم هذه النباتات في العديد من التطبيقات الصناعية والمنزلية والطبية، حيث يمكن على سبيل المثال استخدام كحول البيريليل كمكون في صناعة المنظّفات، ومستحضرات التجميل.
أظهر كحول البيريليل نشاطاً مضاداً للأورام في عدد من الدراسات المختبرية، والتجارب على الحيوان، إلّا أنّه لم يظهر خلال التجارب السريرية على البشر أي دليل علميّ على وجود فائدة من استخدام كحول البيريليل في علاج الأورام في البشر، كما لوحظ أثناء التجارب أنّه يسبّب آثارًا جانبية ضارة.

## التخليق الحيوي
كحول البيريليل هو مستقلب الليمونين، والذي يتكون من بيروفوسفات الجيرانيل في مسار الميفالونات في النباتات. يتم تحويل الليمونين إلى كحول البيريليل عن طريق إضافة الهيدروكسيل له بواسطة إنزيمات تنتمي إلى عائلة بروتينات السيتوكروم بي450 الفائقة. كما يمكن استقلاب كحول بيريليل بدوره بشكل إضافيّ، وحينها يتحوّل إلى مُركّب البيريليلديهيد أو البيريليل ألدهيد، وحمض بيريليك.